# Latter Days
Latter Days (en español: Últimos días) es una película de temática homosexual de 2003, ambientada en Los Ángeles, Estados Unidos. Cuenta la historia de cómo Aaron, un misionero mormón, es seducido por Christian, un camarero juerguista que se enamora de él. La película, escrita y dirigida por C. Jay Cox, tiene como actores principales a Steve Sandvoss como Aaron Davis y Wes Ramsey en el papel de Christian Markelli. Actores como Amber Benson, Khary Payton y Jacqueline Bisset realizan papeles secundarios en la película.
Latter Days se estrenó en el Festival Internacional de Cine Gay y Lésbico de Filadelfia el 10 de julio de 2003. Durante los siguientes doce meses se distribuyó a lo largo de Estados Unidos y fue estrenada en algunos otros países, sobre todo en festivales de cine gay. Era la primera película que mostraba la confrontación entre los principios de la La Iglesia de Jesucristo de los Santos de los Últimos Días y la homosexualidad, por lo que su exhibición en Estados Unidos no estuvo exenta de polémica; varios grupos religiosos exigieron su retirada de cines y posteriormente tiendas de vídeo bajo amenaza de boicot.
En general, la película no tuvo un buen recibimiento por parte de la crítica, aunque sí de los espectadores que asistían a los festivales, que le otorgaron varios premios del público. En 2004, T. Fabris escribió una novela de la película, publicada por la editorial Alyson Publications.

## Argumento

### Sinopsis
El elder Aaron Davis (Steve Sandvoss), un joven misionero mormón de Pocatello (Idaho), recibe la orden de marcharse a Los Ángeles con otros tres misioneros para predicar la fe mormona. Los chicos se instalan en un bungaló junto al apartamento del fiestero y abiertamente gay Christian Markelli (Wes Ramsey), un aspirante a actor que trabaja como camarero en Lila's, un restaurante de moda que regenta la actriz retirada Lila Montagne (Jacqueline Bisset). Intrigado por sus nuevos y sobrios vecinos, Christian apuesta cincuenta dólares a sus cínicos compañeros de trabajo a que es capaz de seducir a uno de ellos. Pronto se da cuenta de que Aaron, el misionero más inexperto, es un homosexual que no ha salido del armario.
Aaron y Christian desarrollan cierta confianza después de algunos encuentros en el complejo de apartamentos. Cuando Christian se corta accidentalmente con un trozo de metal y se desmaya, Aaron lo lleva dentro de casa y le limpia la herida. Christian intenta aprovechar la oportunidad para seducirlo y casi lo consigue. Sin embargo, el reacio mormón se enfada por la opinión desenfadada de Christian de que el sexo «no tiene por qué significar nada». Aaron responde molesto que Christian iguala «el sexo a un apretón de manos» y, tras acusarle de simplista y superficial, se marcha. Preocupado por la posibilidad de que Aaron esté en lo cierto, Christian se une al proyecto Angel Food para dar de comer a afectados de sida, a través del cual se hace amigo de un hombre llamado Keith (Erik Palladino).
Más adelante, uno de los compañeros misioneros de Aaron, Paul Ryder (Joseph Gordon-Levitt), tiene un accidente de bicicleta. Aaron, al volver afligido a su apartamento, se encuentra con Christian, que trata de reconfortarlo con un abrazo. Los dos se ven sobrepasados por sus sentimientos y terminan besándose. Embriagados en el momento, no se dan cuenta del regreso de los compañeros de apartamento de Aaron, que ordenan a Christian que se vaya. Este regresa al día siguiente al apartamento de los misioneros para explicarse, pero recibe la noticia de que Aaron ha sido enviado de vuelta a casa por conducta inapropiada. Esto lo lleva a una confrontación con el elder Ryder, quien está enfadado porque cree que Christian ha corrompido a un joven decente sin ningún propósito aparente. Christian admite que al principio solo quería ganar una apuesta, pero dice que ya «no se trata de eso».
Al darse cuenta de que la preocupación de Christian es genuina, Ryder se suaviza lo suficiente para contarle que Aaron debe hacer una parada de cinco horas en Salt Lake City. Christian compra un billete para el siguiente vuelo hacia allá y encuentra a Aaron, de pie en la nieve fuera de la terminal. Christian le confiesa su amor y, a pesar de sus muchas dudas, Aaron admite ante él sus propios sentimientos amorosos. Ambos aprovechan la cancelación de todos los vuelos debido a una tormenta de nieve para pasar una tierna e íntima noche en un motel de los alrededores. Sin embargo, cuando Christian se despierta a la mañana siguiente, encuentra que Aaron se ha marchado. Triste, regresa a Los Ángeles.
Al llegar a su pueblo en Idaho, Aaron es excomulgado por los patriarcas de la iglesia, dirigidos por su propio padre (Jim Ortlieb), que es el obispo de la congregación. Aaron es rechazado por su padre y reprendido por su madre (Mary Kay Place), quien le informa de la apuesta de cincuenta dólares de Christian, de la que ella se ha enterado a través del jefe de los misioneros. Al principio Aaron se resiste a creerlo y, cuando intenta seguir defendiendo su homosexualidad, su madre lo abofetea y le dice que Dios nunca perdonará lo que él es. Desesperado y sintiendo haberlo perdido ya todo, Aaron intenta suicidarse. Sus padres lo envían a un centro de tratamiento, donde recibirá una terapia de aversión para «curarle» la homosexualidad.
Christian, ansioso por encontrar a Aaron, consigue la dirección de su casa y su número de teléfono. Sin embargo, cuando llama recibe un duro golpe por las palabras de la madre de Aaron, quien le espeta que «gracias a ti, mi hijo se cortó las venas con una cuchilla. Gracias a ti, he perdido a mi hijo». Creyendo que Aaron está muerto, Christian va a la casa de la familia en Idaho y devuelve entre sollozos el valioso reloj familiar de Aaron a su madre. Ella se da cuenta de que quizás ha juzgado a Christian con mucha dureza, pero es demasiado tarde para detener a este, que ya se marcha en su coche.
De madrugada en el centro de tratamiento, Aaron ve un vídeo musical en la televisión. Es una canción escrita por la compañera de apartamento de Christian, Julie, que narra el dolor de su amigo por perder a Aaron. El vídeo lo incentiva a volver a Los Ángeles en busca de Christian. Cuando encuentra a un hombre en el departamento de Christian —debido a que lo subarrendó—, se decepciona porque cree que este volvió a su antigua vida y, sin ningún otro lugar donde ir, se dirige al restaurante de Lila. Por casualidad, él ya había trabado amistad con Lila mientras estaba de misionero, aunque no sabía que era la dueña del restaurante en el que trabajaba Christian. Se da el reencuentro y Christian se sorprende y rebosa de alegría al ver a Aaron con vida. Junto con los compañeros de trabajo de Christian, celebran el Día de Acción de Gracias y contemplan un feliz futuro juntos.

### Temáticas
El director C. Jay Cox ha declarado que la película trata, ante todo, de una historia de amor entre dos personajes. También se exploran las actitudes de las religiones hacia la homosexualidad, y el dilema de los homosexuales religiosos, divididos entre lo que son y aquello en lo que creen. Otro largometraje sobre temas similares, que se ha comparado a Latter Days, es Trembling Before G-d, un documental sobre judíos homosexuales.
Cox también ha dicho que es una gran ironía, tanto en la película como en la vida real, que una religión tan centrada en la familia y su importancia esté destrozando familias a través de sus enseñanzas sobre la homosexualidad. De hecho, Cox piensa que uno no puede ser a la vez mormón y gay. Sin embargo, uno de los temas principales de Latter Days es que existe una espiritualidad subyacente en el mundo que va más allá de los rituales y dogmas de una religión. Esto se ilustra particularmente mediante la escena en que, tras un día entero haciendo llamadas, Christian finalmente localiza el número de teléfono de Aaron y lo escribe en su cuaderno, para descubrir después que ya lo había garabateado distraído en la página anterior.

## Desarrollo y producción
Latter Days hace referencia a La Iglesia de Jesucristo de los Santos de los Últimos Días (en inglés, The Church of Jesus-Christ of Latter-day Saints), también conocida informalmente como iglesia SUD o iglesia mormona. Fue escrita por C. Jay Cox tras el éxito de su anterior guion, Sweet Home Alabama, que le reportó los recursos financieros y la credibilidad suficiente de la crítica para escribir una historia de amor más personal. Cox se basó en sí mismo para crear ambos personajes: Christian y Aaron. Él fue criado como mormón y sirvió en una misión antes de salir del armario, y se había preguntado qué se habría dicho cada parte de sí mismo a la otra si ambas se hubiesen encontrado alguna vez.
Latter Days fue filmada en veinticuatro días con un presupuesto estimado de ochocientos cincuenta mil dólares. Todos los fondos procedían de inversores privados que querían que la película fuese una realidad. Se distribuyó a través de TLA Releasing, una distribuidora de cine independiente que consiguió la película a través de su asociación con la productora Funny Boy Films, especializada en productos mediáticos de tema gay.

## Reparto

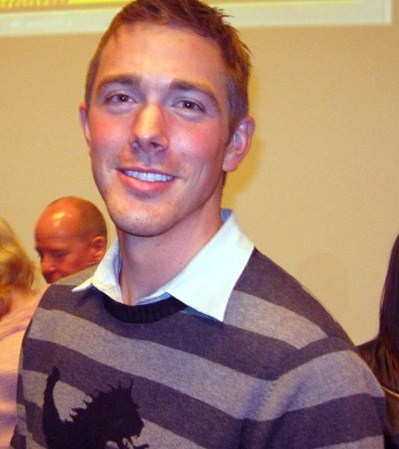
El actor Steve Sandvoss, que interpreta a Aaron Davis.

- Steve Sandvoss como Aaron Davis: un joven mormón que se enamora de Christian en su misión evangelizadora y debe decidir entre su sexualidad y su Iglesia. Los productores hicieron pruebas a un gran número de gente antes de fichar a Sandvoss; dijeron que este les había dejado «extasiados».[8]

- Wes Ramsey como Christian William Markelli: un juerguista promiscuo de Los Ángeles que aspira a ser actor. Se cuestiona sus ideas acerca de la felicidad y el sentido de la vida cuando se enamora del sencillo pero bondadoso Aaron, quien se ha mudado al apartamento de al lado. Ramsey dijo en los extras del DVD: «Este personaje me resultaba intrigante en muchos niveles. Estaba emocionado y muy agradecido por tener la oportunidad de contar esa historia a través de sus ojos».[8]

- Joseph Gordon-Levitt como el elder Paul Ryder: un joven mormón irritable y sentencioso, asignado a Aaron como compañero de misión. No le entusiasma estar en Los Ángeles y todavía menos tener de vecino a un homosexual. Gordon-Levitt fue en principio a hacer la prueba para el papel de Aaron, pero su actitud agresiva hacia el guion, unida a su buen sentido del humor, llevaron a los productores a decidir que sería un perfecto Ryder.[8]

- Rebekah Jordan como Julie Taylor: compañera de apartamento de Christian, intenta triunfar en el mundo de la música y a la vez evitar que Christian se desmorone.

- Jim Ortlieb como el hermano Farron Davis: el padre de Aaron, que también es el presidente de la congregación mormona (stake) de Pocatello. Excomulga a Aaron de la Iglesia tras enterarse de que es gay.

- Khary Payton como Andrew: otro aspirante a actor, que pasa el tiempo en Lila's cotilleando y contando anécdotas sugerentes a sus compañeros. Lleva bastante tiempo siendo VIH positivo, pero sigue disfrutando de buena salud.

- Amber Benson como Traci Levine: Traci se ha mudado de Nueva York a Los Ángeles para ser actriz, y trabaja en Lila's para mantenerse. No le gusta vivir en Los Ángeles, aunque más tarde admite que tampoco le gustaba mucho Nueva York.

- Dave Power como el elder Gilford: compañero de misión de Harmon.

- Rob McElhenney como el elder Harmon: el mayor de los misioneros mormones, quien actúa de facto como líder.

- Erik Palladino como Keith Griffin: un homosexual con sida en fase terminal, hundiéndose en su propia amargura y desesperación hasta que Christian se hace amigo de él. El director dijo que la interpretación de Erik no era como se la había imaginado al principio, pero que ahora no podría imaginar a una persona distinta haciendo de Keith.[8]

- Mary Kay Place como la hermana Gladys Davis: la madre de Aaron, profundamente religiosa. No puede aceptar el hecho de que su hijo es homosexual, y como consecuencia de esto lo interna en un centro de tratamiento para «curarlo».

- Jacqueline Bisset como Lila Montagne: la jefa de Lila's, un restaurante en el que trabajan Christian, Traci y Andrew. Su pareja está internada en el hospital en estado terminal y ella se ve forzada a decidir si desea desconectar los mecanismos que lo mantienen con vida o no. A pesar de esto, encuentra momentos para ser agudamente sarcástica con los otros personajes. La propia Bisset dijo: «Me gusta el humor, así que disfruté mucho interpretando todos los chistes».[8]

- Linda Pine como Susan Davis: la única de la familia Davis que acepta la homosexualidad de su hermano. En una escena eliminada, le dice a Aaron que su homosexualidad no ha cambiado nada entre ambos. También es la que descubre el intento de suicidio de Aaron.

## Recepción

### Crítica
Latter Days se proyectó por primera vez en el Festival Internacional de Cine Gay y Lésbico de Filadelfia el 10 de julio de 2003. Al público le gustó tanto la película que se levantó para dedicarle un aplauso. Cuando los miembros del reparto subieron al escenario, recibieron otra ovación de pie. La película tuvo un recibimiento similar tanto en el Outfest (Festival de Cine Gay y Lésbico de Los Ángeles) una semana después, como en el Festival Internacional de Cine de Palm Springs. Una persona que asistió al Outfest comentó: «era tan realista que daba miedo. Me sentí expuesto. Todas las intimidades de mi experiencia y la de otros que conozco estaban desparramadas sin vergüenza por la gran pantalla para que todos las vieran». La película también se proyectó en los festivales de cine de Seattle y Washington D. C., antes de ser distribuida en los siguientes doce meses por Estados Unidos y más adelante en otros países, fundamentalmente en festivales de cine gay. Para 2005, Latter Days había recibido nueve premios a la mejor película. En España se proyectó en 2004 en los festivales de Barcelona y Madrid, con gran éxito de público; a México no llegó hasta 2007.
Madstone Theaters, una cadena de cines de Utah, vetó la película por considerar que no estaba «a la altura» de su «calidad artística». Se supone que la compañía fue presionada con amenazas de boicot y protestas de grupos conservadores para que se retirase el estreno, que ya habían planeado. En la taquilla estadounidense, Latter Days sólo recaudó 834 685 dólares, pero nunca se exhibió en más de diecinueve pantallas del país a la vez.
Las críticas en revistas también fueron contradictorias; un crítico escribió que: «el guion de Cox, aunque incurre ocasionalmente en ese tipo de clichés endémicos en tantas películas de temática gay, en general trata su inusual contenido con dignidad y complejidad». El crítico estadounidense Roger Ebert le dio dos estrellas y media, justificadas con «la película podía haber sido (a) una historia de amor gay, o (b) un ataque a la Iglesia mormona, pero resulta una mezcla desmañada al intentar ser (c) ambas cosas a la vez». Recibió también críticas positivas, como la que la calificaba como «la más importante película sobre hombres gais de los últimos años». El periódico Los Angeles Times también la valoró de buena manera, diciendo: «a la vez romántica, terrena y socialmente crítica, Latter Days es una película dinámica llena de humor y dolor». La media de la crítica estadounidense, según el sitio de valoraciones Rotten Tomatoes, es de 5,4 sobre 10; sin embargo, la media de las críticas de los usuarios es de 7 sobre 10, lo que también ocurre en otros sitios como Filmaffinity.com (7,3 sobre 10). Esto evidencia la popularidad de la película entre los espectadores.

### Premios
| Año  | Festival                                                               | Premio             | Categoría              |
| ---- | ---------------------------------------------------------------------- | ------------------ | ---------------------- |
| 2003 | Festival de Cine Gay y Lésbico de Filadelfia                           | Premio del público | Mejor ópera prima      |
| 2003 | Festival de Cine Gay y Lésbico de Los Ángeles                          | Premio del público | Mejor película (gay)   |
| 2004 | Toronto Inside Out (Festival de Cine y Vídeo Gay y Lésbico de Toronto) | Premio del público | Mejor película o vídeo |
| 2004 | Lesgaicinemad (Festival de Cine Gay y Lésbico de Madrid)               | Premio del público | Mejor largometraje     |

## Banda sonora
Eric Allaman grabó la banda sonora de la película después de que el rodaje finalizara, y compuso él mismo gran parte de la música. Varias escenas en las que se muestra un paso rápido del tiempo, como la búsqueda desesperada de Aaron por parte de Christian en el aeropuerto de Salt Lake City, fueron ilustradas con rítmicas piezas de estilo techno, mientras que a las escenas con contenido emotivo se les dio un sonido más de «ambient-tronica» (un tipo suave de música electrónica). C. Jay Cox escribió un total de tres canciones para que las cantase Julie: «Another beautiful day», «More» y «Tuesday 3 AM». Allaman se mostró muy impresionado con la habilidad musical de Jay Cox, y ambos compusieron juntos más canciones, que serían usadas como música ambiental.
El álbum de la banda sonora salió a la venta en Estados Unidos el 26 de octubre de 2004. Por razones de contrato, Rebekah Johnson (Julie) no apareció en él, y las canciones de su personaje las interpretó en su lugar Nita Whitaker. De todas maneras, se puede disfrutar de la voz de Rebekah Johnson en los extras del DVD, donde aparecen a modo de vídeos musicales individuales y con duración total las grabaciones extraídas de la película donde Julie canta.

## Novelización y otras publicaciones
En 2004, T. Fabris adaptó el guion de Latter Days para escribir una novela, editada por Alyson Publications. y posteriormente traducida al español por la editorial Egales bajo el título de Últimos días. El libro era fiel a la película, pero añadía algunas escenas adicionales que explicaban aspectos confusos de la misma y aportaban más información sobre el pasado de los personajes. Por ejemplo, la razón por la que Ryder le dice a Christian dónde puede encontrar a Aaron es que a él se le rompió el corazón cuando se enamoró de una chica mientras se estaba entrenando como misionero. La novela también incluyó secuencias de diálogos que habían sido eliminadas de la película: por ejemplo, completando el final del grito de Christian - en la película - de «ésa es la mano que uso para...» con «masturbarme».
En Francia, Latter Days recibió el título de La Tentation d'Aaron ('La tentación de Aaron'), y la portada del DVD mostraba una imagen de Aaron desnudo en una pose sugestiva. También se hizo público un nuevo trailer, con bastante más contenido sexual que el original.